# The Ones
The Ones was een Duitse muziekgroep die bestond vanaf 1965 tot en met 1967. De band speelde voornamelijk covers uit het soulgenre, maar ook liedjes van The Rolling Stones werden uitgevoerd. De band had een grillig bestaan en was een doorgangshuis voor musici van allerlei pluimage. De band raakte in contact met Salvador Dalí en mocht in zijn huis dan ook opnemen en spelen . De band deed ook Parijs en Londen aan. Uiteindelijk bleef van alle musici een harde kern over van Edgar Froese, Kurt Herkenberg, Lanse Hapshash en Volker Hombach over. Deze vier heren vormden de eerste versie van Tangerine Dream.
The Ones kwamen maar tot een single: Lady Greengrass (1967).
1. ↑  Tangerine Dream '70-'80 VBOX2, photo booklet, page 3: Edgar Froese and Salvador Dali